# منتخب رومانيا للكريكت
منتخب رومانيا للكريكت هو ممثل رومانيا الرسمي في المنافسات الدولية في الكريكت
.